# New Barrackpur
New Barrackpur è una suddivisione dell'India, classificata come municipality, di 83.183 abitanti, situata nel distretto dei 24 Pargana Nord, nello stato federato del Bengala Occidentale. In base al numero di abitanti la città rientra nella classe II (da 50.000 a 99.999 persone).

## Geografia fisica
La città è situata a 22° 40' 23 N e 88° 27' 50 E.

## Società

### Evoluzione demografica
Al censimento del 2001 la popolazione di New Barrackpur assommava a 83.183 persone, delle quali 41.790 maschi e 41.393 femmine. I bambini di età inferiore o uguale ai sei anni assommavano a 6.168, dei quali 3.174 maschi e 2.994 femmine. Infine, coloro che erano in grado di saper almeno leggere e scrivere erano 63.431, dei quali 37.608 maschi e 25.823 femmine.